# Eupithecia manniaria
Eupithecia manniaria là một loài bướm đêm trong họ Geometridae.